# Éducation en prison

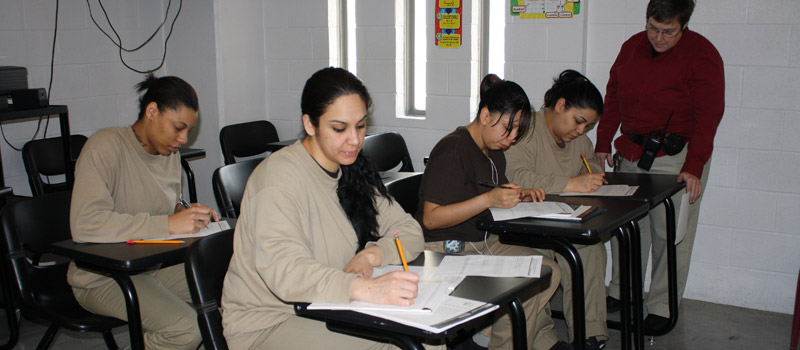
Une classe d'éducation pour les prisonniers fédéraux aux États-Unis.

L'éducation en milieu carcéral englobe toute activité éducative qui se déroule à l'intérieur d'une prison. Les activités peuvent être des programmes d'alphabétisation de base, des programmes équivalents à l'enseignement secondaire, l'enseignement professionnel et l'enseignement supérieur. D'autres activités, telles que les programmes de réinsertion, l'éducation physique et les programmes d'art et d'artisanat, peuvent également être considérées comme des formes d'éducation en prison. Les programmes sont généralement fournis, gérés et financés par le système pénitentiaire, bien que les détenus puissent être tenus de payer pour les programmes d'enseignement à distance. L'histoire et les pratiques actuelles de l'éducation en prison varient considérablement d'un pays à l'autre.
Les personnes qui entrent dans les systèmes pénitentiaires du monde entier ont, en moyenne, un niveau d'éducation inférieur à celui de la population générale. L'éducation en prison vise souvent à rendre le détenu plus employable après sa libération. Il peut être difficile d'administrer et de suivre des programmes éducatifs dans les prisons. Le manque de personnel et de budget, le manque de ressources éducatives et d'ordinateurs ainsi que le transfert des prisonniers entre les établissements sont des obstacles courants. Les détenus peuvent être réticents à participer, souvent en raison d'échecs scolaires antérieurs ou d'un manque de motivation.
Les études montrent régulièrement que l'éducation en prison est un moyen efficace pour réduire les taux de récidive, ce qui permet d'économiser le coût des futures peines d'emprisonnement. Au Royaume-Uni, on estime que chaque livre sterling dépensé pour l'éducation en prison permet aux contribuables d'économiser plus de deux livres, et aux États-Unis, le taux est de quatre à cinq dollars économisés pour chaque dollar dépensé. Malgré les avantages des programmes d'éducation en prison, les taux d'éducation dans les prisons restent faibles dans de nombreux pays, et les tentatives d'augmenter le financement de l'éducation en prison se sont heurtées à des oppositions. Les opposants affirment que l'éducation en prison est un gaspillage d'argent et que les prisonniers ne méritent pas d'en bénéficier.

## Évolution

### En Afrique

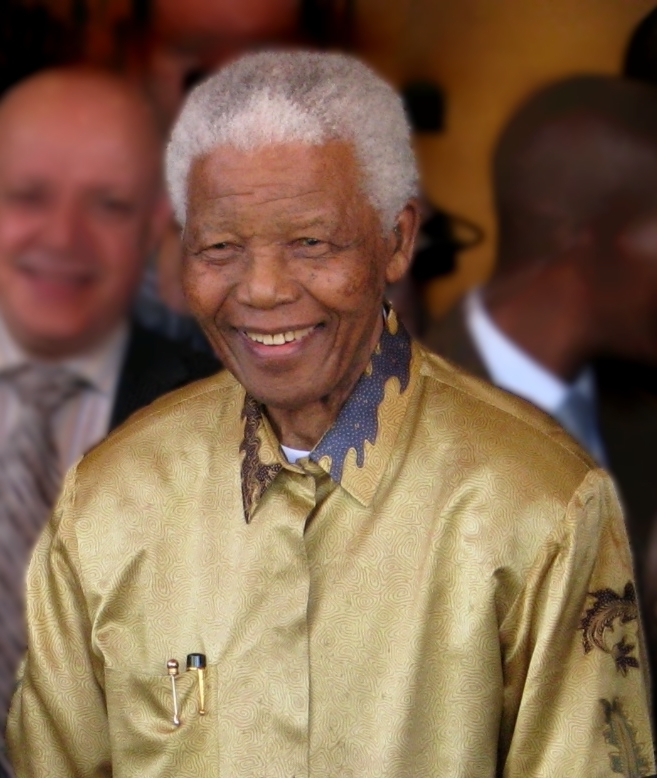
Nelson Mandela a étudié pour obtenir une Bachelor of Laws alors qu'il était emprisonné à Robben Island.

L'éducation en prison est généralement moins bien établie en Afrique que dans le monde occidental. La première prison du Nigéria est créée en 1872 ; cependant, en 2010, aucun programme d'éducation formel n'est mis en œuvre par le gouvernement nigérian. En 1986, une prison lance des programmes éducatifs organisés mais ils sont gérés et financés par les détenus. Après la mort du président nigérian de facto Sani Abacha en 1998, de nombreux prisonniers politiques sont libérés, ce qui attire l'attention des médias sur les « conditions sinistres » auxquelles ils étaient confrontés. La prison au Nigéria est considérée comme purement punitive, avec peu ou pas de ressources allouées aux infrastructures et aux programmes de réhabilitation, tels que l'éducation. L'offre d'éducation varie d'une prison à l'autre, mais ne propose généralement rien de mieux que des apprentissages informels dans les métiers nécessaires au fonctionnement des prisons. Cependant, en 2016, l'Université nationale ouverte du Nigéria (en) ouvre des centres de formation dans six prisons nigérianes, et offre aux détenus une réduction de 50 % sur tous les frais d'inscription.
En 1961, l'Afrique du Sud commence à détenir des prisonniers criminels et politiques dans une prison sur Robben Island. Dès l'ouverture de la prison, les détenus sont encouragés à étudier et des programmes d'éducation sont mis en place pour s'assurer que tous les détenus sachent lire et écrire. Seuls les détenus dont les familles ont les moyens de payer les frais de scolarité sont autorisés à participer, et l'accès à l'éducation s'est amélioré puis a régressé en fonction des changements constants de la politique de la prison ; à la fin des années 1960, les programmes sont restreints, car ils améliorent trop le moral des détenus. Les historiens supposent également que le système pénitentiaire est préoccupé par le fait que les détenus deviennent plus instruits que les gardiens. Les détenus peuvent suivre des cours par correspondance dans le cadre des programmes internationaux de l'université de Londres. Nelson Mandela obtient une Bachelor of Laws pendant sa détention, bien que ses privilèges en matière d'éducation lui aient été retirés pendant quatre ans après que le personnel ait découvert qu'il écrivait une autobiographie, ce qui était interdit à l'époque. Les efforts des détenus pour s'éduquer politiquement sont considérablement entravés par la politique de la prison qui interdit aux détenus l'accès aux journaux, à la radio et à la télévision. Ces restrictions sont levées à la fin des années 1970 ; Jeff Radebe dirige un programme d'éducation politique à la prison dans les années 1980. En 1993, l'éducation est un privilège plutôt qu'un droit pour les détenus. Les cours d'alphabétisation de base sont dispensés par des détenus rémunérés, plutôt que par des enseignants qualifiés, et les niveaux d'éducation plus élevés ne sont accessibles qu'aux détenus qui peuvent s'offrir des cours par correspondance.
Grâce à un financement du Programme des Nations unies pour le développement, un programme d'alphabétisation de base pour les détenus est lancé au Ghana en 2003, et en 2008, toutes les prisons offrent un enseignement aux détenus, bien que l'efficacité du programme soit gravement affectée par le manque de ressources. Pendant de nombreuses années, le seul enseignement dispensé dans les prisons au Maroc est l'acquisition de compétences agricoles dans les prisons agricoles du pays, bien qu'un rapport de 2014 ait constaté que les offres d'enseignement ont augmenté et que des programmes d'alphabétisation, de formation professionnelle et d'autres programmes éducatifs sont proposés.

### En Amérique du Nord

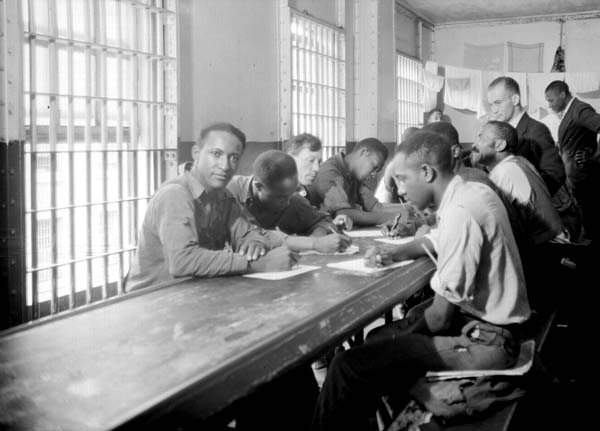
Cours d'alphabétisation en prison pour les Afro-Américains à la Nouvelle-Orléans, 1937.

Aux États-Unis, dès le début du XIXe siècle, les prisonniers reçoivent une instruction religieuse de la part des chapelains et des programmes d'éducation laïque en prison sont d'abord développés afin d'aider les détenus à lire des bibles et d'autres textes religieux. Le premier grand programme d'éducation visant à réhabiliter les prisonniers est lancé en 1876. Zebulon Brockway (en), le surintendant de l'établissement correctionnel d'Elmira (en), situé dans l'Etat de New York, est le premier à mettre en œuvre un tel programme. Il pensait que l'éducation en prison « disciplinerait l'esprit et le rendrait apte à recevoir […] les pensées et les principes qui font de leurs détenteurs de bons citoyens ». En 1900, les États du Massachusetts, de l'Ohio, de la Pennsylvanie, de l'Indiana, de l'Illinois et du Minnesota adoptent le « système d'éducation d'Elmira », et dans les années 1930, on trouve des programmes éducatifs dans la plupart des prisons. Les programmes d'études supérieures n'ont fait leur apparition que beaucoup plus tard. En 1960, seuls neuf États offrent aux détenus un enseignement de niveau universitaire ; en 1983, de tels programmes sont disponibles dans la plupart des États.
Le soutien et la disponibilité des programmes éducatifs ont fluctué aux États-Unis au fur et à mesure que la politique se concentre sur la réinsertion et le contrôle de la criminalité. Entre 1972 et 1995, les détenus aux États-Unis peuvent postuler aux Pell Grant (en), un programme de subvention géré par le gouvernement fédéral américain qui fournit des fonds aux étudiants. Toutefois, en 1994, le Congrès adopte le Violent Crime Control and Law Enforcement Act (loi sur le contrôle des crimes violents et l'application de la loi), qui interdit l'octroi de Pell Grants à toute personne incarcérée. Par conséquent, en 2005, seulement une douzaine de prisons proposent un enseignement post-secondaire, contre 350 au début des années 1990 ; à New York, le nombre de prisons passe de 70 à 4. En 2015, le président Barack Obama crée un programme pilote permettant à un nombre limité de détenus de recevoir des Pell Grants. Plus de 200 établissements d'enseignement supérieur dans 47 États manifestent encore leur intérêt pour la mise en œuvre de programmes éducatifs destinés aux détenus. L'interdiction des bourses Pell est abrogée en décembre 2020, rétablissant l'éligibilité à l'aide financière fédérale pour des milliers de personnes incarcérées aux États-Unis.
Le développement de l'éducation en prison au Canada s'est fait parallèlement à celui des États-Unis. Les commissions royales de 1914 et de 1936 ont toutes deux recommandé que les programmes de travail soient remplacés, au moins dans une certaine mesure, par des programmes de réadaptation incluant l'éducation. Cependant, les programmes d'éducation ne sont devenus courants qu'au milieu des années 1940.

### En Amérique du Sud
Les possibilités d'éducation en prison sont généralement considérées comme moins bonnes en Amérique du Sud qu'en Europe et en Amérique du Nord. Les ressources pour l'éducation sont comparativement insuffisantes en raison de l'augmentation des taux d'incarcération et de la surpopulation carcérale, en partie un sous-produit de la guerre contre la drogue. Les programmes d'éducation en prison commencent en Argentine dans les années 1950. Bien que les détails sur les programmes et leur efficacité soient limités, le manque de données disponibles est attribué à la corruption au sein du système pénitentiaire, ainsi qu'aux mauvaises conditions de vie et aux niveaux élevés de violence. Une loi est promulguée en 1996 pour garantir que tous les prisonniers n'ayant pas suivi les neuf années obligatoires de scolarité de base puissent participer à des programmes éducatifs. En raison de contraintes administratives, seuls 25 % des prisonniers éligibles participent à ces programmes en 2010.
En 2009, le Brésil est considéré comme ayant l'une des politiques les plus progressistes en matière d'éducation en prison en Amérique du Sud. En 1984, le Congrès national du Brésil adopte une loi sur la réforme des prisons, reconnaissant le droit des détenus à l'éducation et à d'autres services, bien que la loi n'ait pas été mise en œuvre de manière efficace. En 1998, certaines prisons n'offrent aucune éducation, tandis que d'autres n'ont qu'une « fraction » de détenus qui étudient ; environ 23 % des détenus du pénitencier de l'État de São Paulo sont inscrits à une forme d'éducation ; l'accès à l'éducation était « plus facilement disponible » dans les prisons pour femmes. Un rapport de 2002 de la Cour fédérale des comptes brésilienne (en) estime que plus de 90 % du budget fédéral pour les prisons est consacré à la construction de nouvelles prisons, et que le financement des programmes, y compris l'éducation, « n'était pas utilisé pour des politiques cohérentes mais plutôt pour des initiatives ponctuelles et dispersées proposées par les États ». En 2004, on estime que moins de 20 % des 400 000 détenus brésiliens ont accès à l'éducation.

### En Asie
L'éducation carcérale au Japon remonte au moins à 1871, lorsque des cours pratiques d'éthique sont introduits dans une prison de Tokyo. Les cours de lecture et d'écriture commencent à être mis en place dans le système carcéral à plus grande échelle à partir de 1881. À la fin des années 1880, on estime que les cours d'éthique sont la forme d'éducation la plus importante pour les prisonniers, et dans les années 1890, l'éducation est considérée comme l'une des questions les plus importantes du système pénitentiaire. En 1910, le droit pénitentiaire japonais ordonne que l'éducation soit dispensée à tous les détenus mineurs et à tout détenu adulte considéré comme ayant besoin d'une éducation. Les règlements stipulent que deux à quatre heures par jour doivent être consacrées à l'éducation. En 1952, des cours par correspondance sont introduits dans toutes les prisons et, en 1955, une école secondaire est créée à la prison pour mineurs de Matsumoto pour les détenus mineurs qui n'ont pas terminé leur scolarité obligatoire. En 2018, il s'agit toujours de la seule école secondaire en prison du pays, et les détenus masculins de tout le pays peuvent y être transférés à leur demande,.
Le système pénitentiaire chinois est modifié dans les années 1920, après l'instauration de la République de Chine. À la suite des critiques concernant le manque d'éducation des détenus à l'époque, le système pénitentiaire se détourne de l'enseignement religieux et moral au profit de l'éducation intellectuelle et des travaux forcés comme principaux moyens de réinsertion. Les autorités déploient des efforts considérables pour élaborer un programme d'enseignement efficace et diversifié. Outre l'alphabétisation et l'arithmétique, les cours portent également sur la musique et la composition, l'éthique populaire, le confucianisme et la doctrine patriotique et politique ; l'enseignement de la doctrine du parti se développe considérablement dans les années 1930. En 1981, la République populaire de Chine intègre l'éducation pénitentiaire dans son programme d'éducation nationale, ce qui élargit considérablement l'accès pour les détenus.
En Inde, des rapports montrant la nécessité d'une éducation carcérale sont rédigés dès le XIXe siècle, mais les prisons du pays se sont surtout concentrées sur les mesures punitives. En 1983, bien que des programmes généraux et professionnels soient mis en place, on considère qu'ils manquent de personnel et de fonds, et les types de formation professionnelle proposés sont obsolètes. L'Université nationale ouverte Indira Gandhi (IGNOU) est considérée comme jouant un rôle majeur dans l'éducation carcérale en Inde, devenant la première université du pays à gérer un centre d'études en prison à la prison de Tihar en 1994. En 2010, l'IGNOU dispose de 52 centres d'études en prison avec environ 1 500 étudiants ; plusieurs autres universités proposent également des programmes éducatifs dans les prisons indiennes. Le nombre d'inscriptions reste toutefois relativement faible, car seuls les étudiants qui payent sont autorisés à suivre des cours. En 2010, l'IGNOU collabore avec le ministère de l'Intérieur pour commencer à offrir un enseignement gratuit aux détenus.

### En Europe
L'histoire et la disponibilité de l'éducation en prison en Europe varient considérablement d'un pays à l'autre. Les pays nordiques ont une longue histoire en matière d'éducation des détenus, et la Suède en particulier est considérée comme un pionnier dans ce domaine. L'éducation en prison est devenue obligatoire pour les détenus de moins de 35 ans en 1842, et l'enseignement professionnel remonte au moins à 1874, lorsque la prison du comté d'Uppsala a engagé un charpentier pour enseigner le travail du bois aux détenus. Au Danemark, les délinquants mineurs ont accès à l'éducation depuis les années 1850, et les programmes éducatifs sont devenus obligatoires pour eux en 1930. Les prisons pour adultes proposent des programmes éducatifs depuis 1866, et la législation imposant à tous les détenus de moins de 30 ans de participer à des cours éducatifs a été mise en œuvre en 1952. En 1851, la Norvège a ouvert sa première prison qui mettait l'accent sur l'éducation comme forme de réinsertion. En 1875, les huit prisons du pays offrent une éducation aux détenus et, à la fin du siècle, la législation en vigueur garantit que tout détenu qui n'a pas terminé ses études primaires et secondaires inférieures doit le faire pendant son incarcération. En 2007, chaque prison norvégienne dispose d'une école pour les détenus. En Finlande, la législation adoptée en 1866 garantit que tous les détenus doivent recevoir une éducation primaire, bien que la mise en œuvre de l'ordonnance se soit heurtée à des difficultés pratiques. Une réforme de l'éducation plus réussie est mise en œuvre en 1899, qui est restée inchangée jusqu'en 1975. De son côté, l'Islande, qui, en 2011, ne compte en moyenne que 137 prisonniers dans le pays, n'a commencé à mettre en œuvre des programmes d'éducation qu'en 1971.
Entre 1939 et 1975, sous le régime de Francisco Franco, les prisons espagnoles sont tristement célèbres pour leurs conditions de détention difficiles et leur niveau de répression. Les conditions se sont ensuite adoucies, la Constitution de 1978 déclarant que les prisons doivent être orientées vers la rééducation plutôt que vers le travail forcé. Bien que l'accès à l'université ait existé, un rapport de Human Rights Watch de 1992 a constaté que la plupart des prisons n'offrent qu'une éducation de base et quelques formations professionnelles, et que les femmes détenues ont moins accès à l'éducation que les hommes. En 2018, l'université nationale d'enseignement à distance est la seule institution autorisée à dispenser un enseignement universitaire aux détenus. En 1976, les lois italiennes précisent que les détenus ont droit à l'enseignement universitaire. Cependant, les détenus ne peuvent pas suivre les cours, car les établissements pénitentiaires ne permettent pas aux enseignants d'entrer dans les prisons, ni aux étudiants de passer leurs examens. Les prisonniers ne sont effectivement autorisés à étudier à l'université qu'à partir de 1986, lorsque les lois sont assouplies, et d'autres droits sont accordés en 2000, ce qui a grandement amélioré l'accès à l'éducation. De nombreux partenariats entre les prisons et les universités s'établissent entre le début des années 2000 et le milieu des années 2010.
Le premier développement significatif de l'éducation en prison en Angleterre est le Gaols Act 1823 (en) (4 Geo. 4. (en) c. 64) de Robert Peel, qui prévoit des cours de lecture et d'écriture dans toutes les prisons. Alors que le personnel pénitentiaire des années 1850 reconnait l'importance de l'alphabétisation de base, il s'oppose à toute forme d'éducation supérieure pour les prisonniers, au motif que l'éducation elle-même n'apporterait aucune « élévation morale ». Le Prison Act 1877 (en) (40 & 41 Vict. c. (en) 21) est considérée comme ayant établi le système pénitentiaire resté en vigueur jusqu'aux années 1990, et qui ne propose qu'un enseignement « réduit et sélectif ». En 1928, la majorité des prisons du Royaume-Uni ne proposent encore que les cours les plus élémentaires. En 1958, alors que le nombre de personnels éducatifs dans les prisons augmente, il n'y a d'autres avancées significatives en matière d'éducation pénitentiaire. Les programmes d'éducation ne se sont pas améliorés jusqu'en 1992, date à laquelle il est décidé d'externaliser l'enseignement sur une base concurrentielle. Plus de 150 organisations se sont portées candidates et, en 1994, il y a 45 prestataires d'enseignement dans 125 prisons, offrant diverses formes d'enseignement, y compris de niveau secondaire et supérieur.
En Russie, des tentatives de réhabilitation des prisonniers sont faites en 1819, peut-être pour la première fois dans l'histoire du pays. Les réformes consistent notamment à leur inculquer « la piété et les bonnes mœurs », mais cela s'est avéré impossible en raison de l'exiguïté des lieux, de l'extrême pauvreté et de l'absence d'autres services. En 1918, il est recommandé que les enfants détenus dans les prisons russes reçoivent une éducation en même temps qu'une punition. Cependant, peu de programmes éducatifs sont mis en œuvre, en raison des agendas concurrents des différentes juridictions et agences. Dans les années 1920, des efforts sont déployés dans les camps de prisonniers du Goulag pour éradiquer l'analphabétisme. Presque tous les camps disposent de cours d'« éducation politique », et certains ont également des cours de sciences naturelles, d'histoire de la culture et de langues étrangères.

### Dans les Caraïbes
Le système pénitentiaire de la Barbade est créé en 1945. Des programmes éducatifs y sont officiellement introduits en 1956 et se concentrent sur l'alphabétisation et le calcul de base mais les femmes détenues ne sont pas autorisées à y participer avant l'adoption de la loi sur la réforme pénitentiaire de 1961-1966. Les détenus de plus de 25 ans ne sont pas autorisés à participer aux programmes jusqu'en 1990, date à laquelle la Barbade adopte le mandat de la Conférence mondiale sur l'éducation pour tous. La République dominicaine entreprend une réforme des prisons à partir de 2003, l'alphabétisation de base devenant obligatoire dans près de la moitié des 35 prisons du pays ; si les détenus refusent de participer, ils se voient refuser des privilèges tels que les visites. En 2012, 36 des 268 détenues de la prison pour femmes de Najayo suivent des cours universitaires en droit ou en psychologie.
L'accès et les informations concernant les conditions de détention dans les prisons cubaines depuis la révolution politique des années 1950 sont limités. Le gouvernement autorise un accès limité à certains journalistes en 2013, mais il est difficile de savoir dans quelle mesure ces installations sont représentatives des prisons du pays dans leur ensemble. Les interviews privées ne sont pas autorisées, mais les responsables ont mis en avant les programmes de travail et d'études du système, y compris l'enseignement de métiers spécialisés comme la menuiserie,. Selon un rapport de 1988 de l'Institute for Policy Studies, les prisonniers reçoivent une éducation jusqu'au niveau de la neuvième année, les détenus reçoivent une formation aux compétences techniques et jusqu'à 85 % de la population travaille. La rééducation politique joue également un rôle majeur dans la pénologie cubaine.

### En Océanie

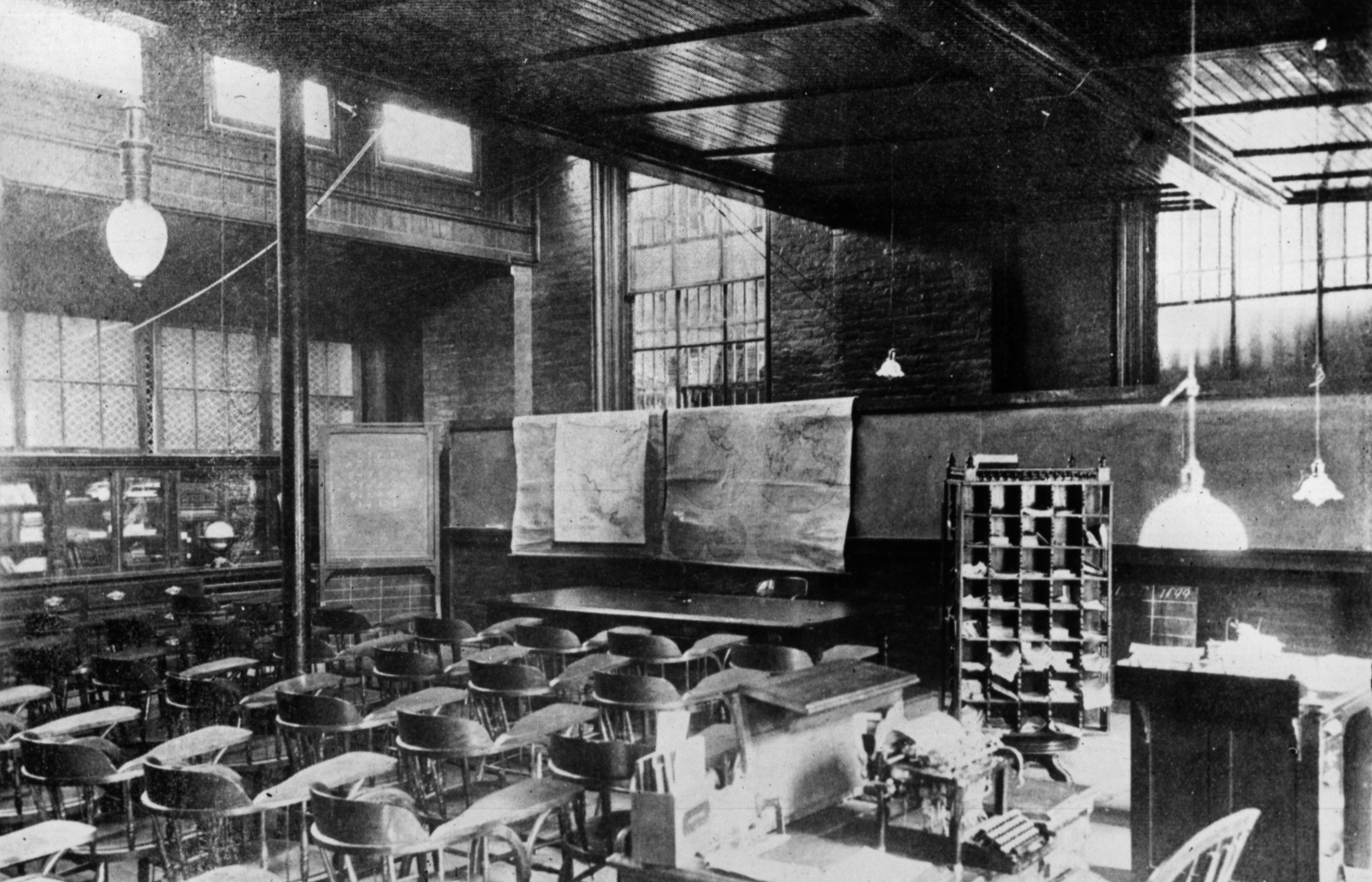
Salle de classe dans une prison de Nouvelle-Galles du Sud, Australie, vers 1900.

Le premier programme d'éducation formelle dans l'État australien de Nouvelle-Galles du Sud est mis en place dans la prison de Darlinghurst (en) en 1862, lorsqu'un maître d'école est engagé pour dispenser une éducation élémentaire et morale à tous les détenus qui le souhaitent. Auparavant, l'un des prisonniers donnait des cours à d'autres détenus. Au début des années 1900, les programmes d'alphabétisation de base sont monnaie courante dans les prisons australiennes. Dans les années 1950, toutes les grandes prisons du pays proposent des programmes d'éducation et de formation d'une manière ou d'une autre, bien que pas plus de 15 à 20 % des détenus d'une prison donnée ne peuvent participer à des programmes éducatifs simultanément, et que peu de programmes sont proposés au-delà de l'alphabétisation de base et des cours de formation professionnelle. En 1975, en Nouvelle-Galles du Sud, sur plus de 3 500 détenus, seuls 17 sont inscrits dans des programmes d'enseignement secondaire, et seuls 18 sont inscrits à l'université et dans l'enseignement supérieur.
En 1996, le Senate Employment, Education and Training References Committee publie le Senate Report of the Inquiry into Education and Training in Correctional Facilities. Ce rapport indique que l'histoire de l'éducation pénitentiaire en Australie « pouvait être qualifiée à juste titre de honteuse », avec des installations inexistantes ou médiocres contenant des programmes et des ressources déficients et dépassés. Il formule plusieurs recommandations sur la manière d'améliorer l'éducation en prison, y compris le développement d'une stratégie nationale. En 2001, une stratégie nationale est lancée et, en 2006, tous les États et territoires proposent une offre d'enseignement supérieur aux détenus. Cependant, chaque État et territoire conserve le contrôle de son propre système d'enseignement pénitentiaire ; il n'existe pas de système national,, ce qui entraîne des différences dans la manière dont l'enseignement est dispensé. Par exemple, les détenus du Territoire de la capitale australienne sont autorisés à disposer d'ordinateurs portables dans leurs cellules à des fins éducatives depuis 2006, mais à partir de 2020, les détenus de Nouvelle-Galles du Sud n'y ont plus accès. Par conséquent, certains programmes éducatifs et de réinsertion nécessitant un ordinateur ne peuvent y être proposés,,.
Selon le New Zealand Annual Review of Education, la disponibilité et la qualité de l'éducation en milieu carcéral dans le pays ont considérablement diminué entre 1959 et 2005, car la politique du gouvernement est passée de prisons axées sur la réhabilitation à des prisons axées sur la punition. Un rapport du médiateur de 2005 indique qu'il y a « peu d'activités de réhabilitation et de production » pour les prisonniers en Nouvelle-Zélande.

## Cours dispensés
Les cours d'éducation en prison peuvent aller de l'alphabétisation de base et des programmes équivalents à ceux de l'enseignement secondaire à l'enseignement professionnel et aux programmes d'enseignement supérieur. Les activités informelles qui permettent aux détenus d'acquérir de nouvelles compétences, comme l'artisanat ou les productions théâtrales amateures, peuvent également être considérées comme une forme d'éducation. De même, certains pays considèrent les programmes de réinsertion ou l'éducation physique comme des programmes éducatifs, tandis que d'autres ne le font pas. Les programmes éducatifs dans les prisons sont généralement financés par les prisons elles-mêmes, et peuvent être gérés par les prisons elles-mêmes ou confiés à des prestataires externes. L'enseignement primaire, secondaire et professionnel est généralement gratuit, bien que certains pays demandent aux détenus ou à leurs familles de payer les cours par correspondance. Sur les 28 pays européens interrogés en 2012, 15 ont déclaré offrir un enseignement à distance gratuit aux détenus, et 13 ont indiqué que les détenus devaient payer tous les coûts associés. Dans certains cas, seuls certains cours étaient gratuits. Au Danemark, les cours par correspondance au niveau primaire et secondaire inférieur sont gratuits, mais un pourcentage des cours entrepris à un niveau supérieur doive être payé par le détenu. De nombreuses prisons ont mandaté que les programmes éducatifs se concentrent sur les compétences littéraires de base, et par conséquent, certaines ne proposent pas de niveaux d'éducation plus élevés. D'aucuns font valoir qu'une telle approche crée un vide pour le développement d'autres compétences et suggère à tort que les personnes ne possédant que les compétences les plus élémentaires ne commettront plus de délits,.
Au Royaume-Uni, les détenus ont accès aux prêts gouvernementaux pour les études universitaires (en) qui sont accessibles au grand public, tout comme en Australie, et des associations caritatives, comme le Prisoners' Education Trust (en) au Royaume-Uni, peuvent accepter les demandes de bourses des détenus qui n'ont pas les moyens de financer leur formation à distance. En Australie et au Royaume-Uni, les prisonniers en détention provisoire ou à l'hôpital ne sont pas autorisés à entreprendre des études,, tout comme les prisonniers en détention provisoire en Pologne, mais la Norvège et la Finlande n'hébergent pas les prisonniers en détention provisoire séparément et ils ont droit aux mêmes possibilités d'éducation que les prisonniers ordinaires. Au Danemark et en Suède, les prévenus ont droit à certains programmes éducatifs, mais moins que les autres détenus.

## Difficultés
De nombreuses pratiques pédagogiques courantes s'appliquent directement à l'éducation en prison, et les considérations pédagogiques de bon sens s'avèrent souvent les plus efficaces, bien que les restrictions imposées par les prisons puissent nuire à leur mise en œuvre. Les programmes d'éducation en prison sont considérés comme un « exercice d'équilibre délicat » entre une coopération suffisante avec le système de justice pénale et des efforts sincères pour offrir des expériences d'apprentissage significatives. Par exemple, alors que les enseignants souhaitent apporter un soutien continu, les prisons peuvent interdire aux détenus de les contacter en dehors des heures de cours pour obtenir un retour d'information et une aide dans leurs études. Dans certaines prisons, les enseignants peuvent être tenus de ne pas s'adresser aux détenus par leur nom et de les appeler « délinquants », ce qui constitue un obstacle au développement de la confiance entre les enseignants et les élèves, souvent considérée comme un facteur important pour une éducation réussie.
Il existe de nombreux autres obstacles à la mise en place de programmes éducatifs dans les prisons et à la participation à ces programmes. Les enseignants peuvent être confrontés au défi d'instruire une classe dont l'âge, le niveau d'éducation ou les antécédents professionnels varient considérablement ; des défis similaires existent dans les prisons pour mineurs, en raison des besoins scolaires et émotionnels variables des enfants. Les prisons considèrent que les questions de sécurité sont plus importantes que les objectifs éducatifs,,, ce qui limite la manière dont certains métiers sont enseignés en raison de la crainte que les détenus ne fabriquent des armes. Les mesures de sécurité standard, telles que les comptages et les fouilles, entraînent de fréquentes perturbations. Si les prisons sont fermées, les détenus ne peuvent pas assister aux cours ; les fermetures peuvent durer plusieurs semaines.
Il est communément admis que les détenus disposent d'une grande quantité de temps libre ; cependant, il se peut qu'ils ne disposent que d'un temps extrêmement limité pour accéder aux ressources éducatives. Les cours d'enseignement à distance sont de plus en plus proposés uniquement en ligne, ce qui représente un obstacle important car la plupart des pays n'autorisent pas les détenus à accéder à Internet,,. Certaines prisons ont introduit des tablettes tactiles avec des contenus éducatifs hors ligne pour compenser cette situation.
Le manque de places dans les programmes éducatifs existants peut conduire à des listes d'attente importantes pour l'inscription. Dans certains cas, les détenus ne peuvent pas accéder à l'éducation parce que les délais d'attente sont plus longs que leur peine. L'éducation des détenus étrangers dans les prisons peut également être un défi en raison des barrières linguistiques, ; les détenus peuvent ne pas être autorisés à suivre des cours s'ils ne possèdent pas déjà des compétences suffisantes dans leur langue maternelle, et peuvent également être confrontés à l'absence de traducteurs disponibles pour leur enseigner la langue.
L'un des principaux obstacles à l'éducation en prison est le transfert fréquent des détenus entre les établissements pénitentiaires,. Les détenus peuvent être transférés dans un autre établissement à tout moment pour diverses raisons, telles que la surpopulation carcérale, une baisse de la classification de sécurité, des comparutions devant un tribunal ou des rendez-vous médicaux,. Différentes prisons peuvent avoir des attitudes très différentes à l'égard de l'éducation ou de l'accès à l'éducation,. Si un cours d'éducation est organisé par la prison elle-même, le transfert d'une personne inscrite dans une autre prison l'obligera effectivement à abandonner le cours. Les détenus qui suivent des cours par correspondance devront informer leur prestataire de cours, généralement par courrier, de leur changement de situation, et devront compter sur la bonne volonté du prestataire de cours et du personnel de la nouvelle prison pour les aider à rattraper le travail qu'ils n'ont pas fait. Si le matériel d'étude est perdu ou égaré en cours de route, les détenus devront s'adresser à nouveau aux prestataires de cours pour le remplacer. Le fait d'être transféré d'un établissement à l'autre est l'une des principales causes de l'abandon des études universitaires par les détenus.
D'autres obstacles à l'éducation en prison sont le manque de personnel, l'impossibilité de contacter facilement les conférenciers ou d'autres étudiants,, le manque de ressources éducatives dans les bibliothèques des prisons,, le fait de ne pas disposer d'une salle dédiée pour tenir les cours, le manque d'équipement audiovisuel et d'ordinateurs (ou simplement le manque d'accès à ceux-ci), le fait de ne pas disposer d'un endroit approprié pour étudier (les cellules partagées n'ont souvent pas de bureaux) et le fait de ne pas disposer d'un endroit approprié pour les activités de travail en groupe après les heures de classe. Les éducateurs internes peuvent ne pas avoir reçu une formation adéquate de la part de la prison pour leur rôle,, et une prison peut avoir des difficultés à trouver des enseignants externes disposés à travailler aux taux de rémunération que les prisons peuvent offrir. Les services gouvernementaux qui se facturent mutuellement des services peuvent également constituer un obstacle. Par exemple, le budget d'une prison publique peut ne pas lui permettre de payer les frais fixés par un prestataire d'éducation public. Les programmes d'éducation en prison peuvent également se heurter à un manque de soutien ou à une franche opposition de la part du personnel pénitentiaire. Par exemple, certains membres du personnel pénitentiaire peuvent ne pas apprécier les possibilités d'éducation des détenus parce qu'ils sont eux-mêmes peu instruits ou bien ils doivent eux-mêmes payer pour leur instruction alors que les détenus la reçoivent gratuitement. Les prisonniers qui doivent payer les frais de scolarité peuvent toutefois hésiter à s'inscrire car ils ne seront pas remboursés s'ils ne peuvent pas terminer leurs études en raison de fermetures ou d'autres circonstances indépendantes de leur volonté. Ils sont également souvent réticents à contracter des prêts étudiants de peur de quitter la prison avec des dettes. Les prisonniers peuvent également hésiter car l'éducation peut être utilisée comme un moyen de les punir ou de les contrôler davantage, les études étant un privilège que les officiers peuvent menacer de leur retirer pour des raisons insignifiantes,.
D'autres raisons expliquent la réticence des détenus à participer à des programmes, notamment leurs échecs scolaires antérieurs et leur manque de motivation. Les détenus étrangers qui seront expulsés à la fin de leur peine ne sont souvent pas incités à apprendre la langue du pays dans lequel ils sont incarcérés ou à y obtenir des qualifications. Les types de formation professionnelle proposés par les prisons du monde occidental, tels que la fabrication, ne seront souvent pas utiles à une personne qui sera expulsée vers un pays où l'industrie manufacturière n'est pas bien développée. D'autres types de formation professionnelle, comme certaines formes de menuiserie, sont dépassés et ne débouchent pas sur des opportunités d'emploi. Les jeunes détenus peuvent rencontrer des difficultés pour reprendre une scolarité normale après leur libération, en raison de problèmes de reconnaissance des crédits (en) des études entreprises en prison. Les incitations financières jouent également un rôle dans la décision d'un détenu de participer à des programmes éducatifs. Au Royaume-Uni et en Belgique, l'allocation accordée aux détenus qui étudient est inférieure à celle accordée aux détenus qui effectuent des travaux domestiques tels que le nettoyage ou la préparation des repas, ce qui fait que les détenus ont une préférence pour le travail domestique. Les détenus ayant des enfants ont une préférence particulière pour le travail plutôt que pour l'éducation en prison, car cela leur permet d'envoyer plus d'argent à leur famille.
Malgré ces difficultés, certains détenus déclarent qu'il leur est plus facile d'étudier en prison parce qu'ils ont moins de distractions, et les détenus sont souvent plus motivés que la population générale pour étudier, ce qui se traduit par des taux de rétention plus élevés,. Les professeurs qui travaillent en prison déclarent que les détenus sont plus susceptibles de s'être préparés pour les cours et d'avoir lu les notes de cours que les étudiants de la population générale.
La pandémie de COVID-19 a exacerbé bon nombre des difficultés existantes en matière d'éducation en prison, telles que l'augmentation des fermetures et des transferts de prisonniers entre les établissements. Les enseignants et le personnel ne sont souvent pas autorisés à entrer dans les prisons en raison des restrictions, ce qui entraîne la suspension des programmes éducatifs. Dans d'autres cas, les institutions externes qui fournissaient un enseignement aux prisons ont elles-mêmes fermé leurs portes pendant la pandémie. La mise en quarantaine des postes a également eu un impact sur les programmes qui se poursuivent, de sorte que les instructeurs reçoivent souvent les travaux des détenus bien après la date prévue. Si de nombreux prestataires de services éducatifs ont pu passer à l'apprentissage à distance via internet pendant la pandémie, cette forme continue d'éducation n'a pas pu être fournie à de nombreuses prisons car elles n'autorisent pas l'accès à l'internet,.

## Réductions des récidives

### Taux
Dans de nombreux pays, le taux de récidive est élevé et il n'est pas rare qu'il dépasse 50 %. Il est difficile de comparer les taux de récidive d'un pays à l'autre, en raison des différences de législation et de ce qui constitue la récidive. Certains pays considèrent que le simple fait d'être arrêté à nouveau constitue une récidive, tandis que d'autres comptent une nouvelle condamnation ou une nouvelle incarcération. Les périodes mesurées sont également peu cohérentes, et certains pays ne publient aucun chiffre. Une étude de 2019 analysant les derniers chiffres disponibles de 23 pays et régions autonomes a révélé que dans les deux ans suivant la libération, les taux d'arrestation à nouveau vont de 26 % (Singapour) à 60 % (États-Unis), les taux de recondamnation vont de 20 % (Norvège) à 63 % (Danemark), et les taux de réincarcération vont de 14 % (Oregon, États-Unis) à 45 % (Australie).

### Les causes
Les personnes détenues dans les systèmes pénitentiaires du monde entier sont systématiquement moins instruites que la population générale,,,,, et les anciens détenus sont également moins susceptibles d'obtenir un emploi après leur libération que les personnes du même âge qui ont un casier judiciaire vide. Les programmes d'éducation en prison sont destinés à réduire la récidive en augmentant la capacité d'un détenu à trouver un emploi,. Une étude réalisée au Royaume-Uni en 2002 montre que l'emploi réduit d'au moins un tiers le risque de récidive d'un ancien détenu, et une méta-analyse menée par la RAND Corporation, qui a effectué une recherche documentaire complète des études publiées aux États-Unis entre 1980 et 2011, montre que la participation à des programmes éducatif augmente de 13 % les chances d'un détenu d'obtenir un emploi après sa libération.
Les programmes d'éducation en prison ont toujours un effet significatif sur la réduction de la récidive, alors que le travail pénitentiaire, qui est généralement plus répandu en prison que l'éducation, n'a que peu ou pas d'effet. L'éducation en prison a également des avantages thérapeutiques tels que le soulagement de l'ennui, l'amélioration de l'estime de soi et la stimulation de la créativité, qui ont tous été liés à la réduction de la récidive,. Des études montrent que la majorité des avantages des programmes équivalents à l'enseignement secondaire en prison proviennent de l'expérience de l'apprentissage, plutôt que des opportunités qui se présentent après l'obtention de la qualification. Il a également été démontré que les programmes éducatifs réduisent la violence dans les prisons,, ; l'UNESCO a suggéré des programmes éducatifs généraux pour les détenus comme moyen de lutter contre l'extrémisme ; l'éducation est également préconisée pour les détenus qui ne sont pas censés être libérés un jour, au motif qu'elle favorise une meilleure atmosphère dans la communauté carcérale et que les détenus qui purgent une peine de prison à perpétuité servent souvent de modèles pour les autres.

### Effets

#### Modèles d'études
Les études d'observation des effets de l'éducation sur la récidive ont été critiquées pour leur biais d'autosélection : il a été avancé que la récidive n'est pas due aux cours éducatifs eux-mêmes, mais reflète uniquement les attitudes positives des personnes qui se portent volontaires pour les suivre. Les tentatives « quasi-expérimentales » de contrôle de ces biais à l'aide de tests de différence par paires (en) ont révélé que l'effet sur la récidive persiste,. Les essais qui ont assigné au hasard des prisonniers à un groupe de traitement ou à un groupe de contrôle, rendant ainsi l'autosélection impossible, ont révélé des effets similaires. De telles interventions entièrement expérimentales (essais contrôlés randomisés) sont rares en criminologie ; des difficultés pratiques sont souvent invoquées pour expliquer ce manque, mais la culture du domaine académique peut être plus pertinente. Une étude réalisée en Caroline du Nord à partir de données de 1990-1991 montre qu'il n'y a pas de différence significative dans les résultats pour les détenus qui s'étaient portés volontaires pour les programmes, par rapport à ceux qui étaient tenus de participer à l'éducation en raison de mandats officiels, ce qui soutient un appel en faveur de programmes d'alphabétisation obligatoires en prison.
Certaines études sur le lien entre la récidive et l'éducation en prison ne tiennent pas compte des résultats si un détenu n'achève pas le cours d'éducation ; ces études ne mesurent donc jamais les avantages potentiels de la simple participation aux cours. En raison des facteurs défavorables qui empêchent les détenus d'achever les programmes d'éducation, les études qui n'enregistrent que les résultats des diplômés sont particulièrement vulnérables aux biais de sélection, car elles utilisent une variable indépendante qui est fortement associée aux capacités et à la motivation donc elles ne sont pas en mesure d'ajuster ces facteurs. Les études sur l'éducation en prison ont la réputation de mesurer l'efficacité par rapport aux taux de récidive uniquement, et ne prennent pas en compte d'autres facteurs tels que l'expérience du point de vue des étudiants ou des enseignants,.

#### Historique et résultats
Aux États-Unis, il y a peu d'études sur la relation entre les programmes éducatifs et la récidive avant les années 1970. La première est réalisée au pénitencier de l'Ohio en 1924, et a examiné 200 détenus qui ont suivi des programmes par correspondance. Les résultats, qui ont montré que les détenus participant au programme avaient mieux réussi après leur libération, ont établi le premier lien aux États-Unis entre l'éducation en prison et la réduction de la récidive. Une étude réalisée en 1948 dans une prison de l'État du Wisconsin a examiné 680 détenus qui ont suivi des études à temps plein en détention pendant deux ans après leur libération. Les résultats ont indiqué une diminution « faible mais statistiquement significative » de la récidive. La première étude de grande envergure entreprise pour examiner cette relation a été appelée Project Newgate. Commençant en 1969, et étudiant 145 détenus dans le Minnesota pendant cinq ans, les résultats ont indiqué que les détenus qui participent à un programme d'éducation ont plus de 33 % de chances en moins de retourner en prison,. D'autres résultats à l'époque ne sont pas unanimes. Une méta-analyse réalisée en 1975 et une autre en 1983 montrent que si les programmes d'éducation en prison étaient bénéfiques pour les détenus, leurs effets sur la récidive ne sont pas concluants ; les méthodes utilisées dans ces méta-analyses sont considérées comme étant de mauvaise qualité selon les normes modernes. Les études ultérieures, cependant, montrent systématiquement que les programmes d'éducation réduisent les taux de récidive. Une étude de 1987 sur les détenus du Bureau fédéral des prisons révèle que ceux qui participent à des programmes éducatifs ont 8,6 % moins de chances de retourner en prison et une étude de 1997 sur 3 200 détenus dans le Maryland, le Minnesota et l'Ohio révèle un taux de réduction de 29 %. Une méta-analyse de 15 études réalisées aux États-Unis dans les années 1990 révèle qu'en moyenne, les détenus qui suivent des études supérieures en prison ont 31 % moins de chances de commettre une nouvelle infraction. La méta-analyse de la RAND Corporation révèle qu'en moyenne, le taux de réduction est de 13 % pour les détenus qui participent à des programmes éducatifs, et une méta-analyse de 57 études réalisées aux États-Unis entre 1980 et 2017 démontre que la réduction moyenne de la récidive est de 32 %. Une méta-analyse réalisée entre 1980 et 2023 montre une réduction de la récidive de 24 % dans l'ensemble, et une réduction de 12,4 % lorsque les sources sont limitées à celles datant de 2010, considérées comme étant de plus haute qualité. Un programme éducatif créé par la Bard Prison Initiative a un taux de récidive de 4 % pour les personnes qui ont seulement suivi le cours et de 2,5 % pour celles qui l'ont achevé.
Une étude australienne portant sur des détenus libérés entre juillet 2001 et novembre 2002 montre que, dans les deux années suivant leur libération, les détenus ayant participé à des programmes éducatifs sont 9 % moins susceptibles de retourner en prison,. Un rapport de 2005 révèle que, dans l'État australien du Queensland, il y a une réduction de 24 à 28 % du taux de récidive parmi les détenus ayant suivi des cours d'éducation. Une étude portant sur 14 643 détenus en Australie-Occidentale entre 2005 et 2010 montre que ceux qui suivent un programme d'éducation pénitentiaire sont 11,25 % moins susceptibles d'être réincarcérés. En Angleterre et au Pays de Galles, une étude de 2014 portant sur plus de 6 000 détenus révèle que ceux qui suivent des cours d'éducation sont 7 % moins susceptibles de retourner en prison. Dans le cadre d'un programme d'éducation en milieu carcéral en Ukraine, seuls trois participants sur 168 (1,8 %) ont récidivé en 2013 ; le taux de récidive en Ukraine en 1993 est de 30 % après trois ans et de 66 % après cinq ans. Depuis 2012, le taux de récidive en République dominicaine pour les personnes incarcérées dans des prisons avec des programmes éducatifs obligatoires est inférieur à 3 % après trois ans, contre environ 50 % pour les personnes incarcérées dans des prisons sans de tels programmes.
Les effets des cours éducatifs en prison se sont avérés cumulatifs ; des études montrent que plus un individu suit de cours en prison, moins il est susceptible de récidiver,. Des études montrent également que des qualifications de haut niveau sont associées à des taux de récidive plus faibles,. Une étude réalisée en 2000 par le département de l'éducation du Texas montre que le taux de récidive global est de 40-43%, et que le taux pour les détenus ayant obtenu un Associate degree ou une licence soit respectivement de 27,2 % et de 7,8 %.
Il y a moins de données disponibles sur la relation entre les programmes éducatifs et la récidive en détention juvénile. Les résultats sont difficiles à mesurer car les détenus juvéniles sont plus susceptibles de terminer leur peine avant d'avoir achevé leur scolarité. D'autres complications surviennent dans les pays où tous les détenus mineurs reçoivent généralement une éducation, comme aux États-Unis, car il n'est pas possible de comparer les effets des programmes par rapport à un groupe de contrôle « sans éducation ». Une méta-analyse réalisée aux États-Unis en 2014 montre que les mineurs ayant suivi des programmes équivalents aux études secondaires sont 47 % moins susceptibles de commettre des infractions. Une méta-analyse sur l'impact de l'enseignement professionnel sur les délinquants juvéniles n'a toutefois montré que des améliorations mineures en dessous du niveau de signification statistique.

## Coûts et bénéfices financiers

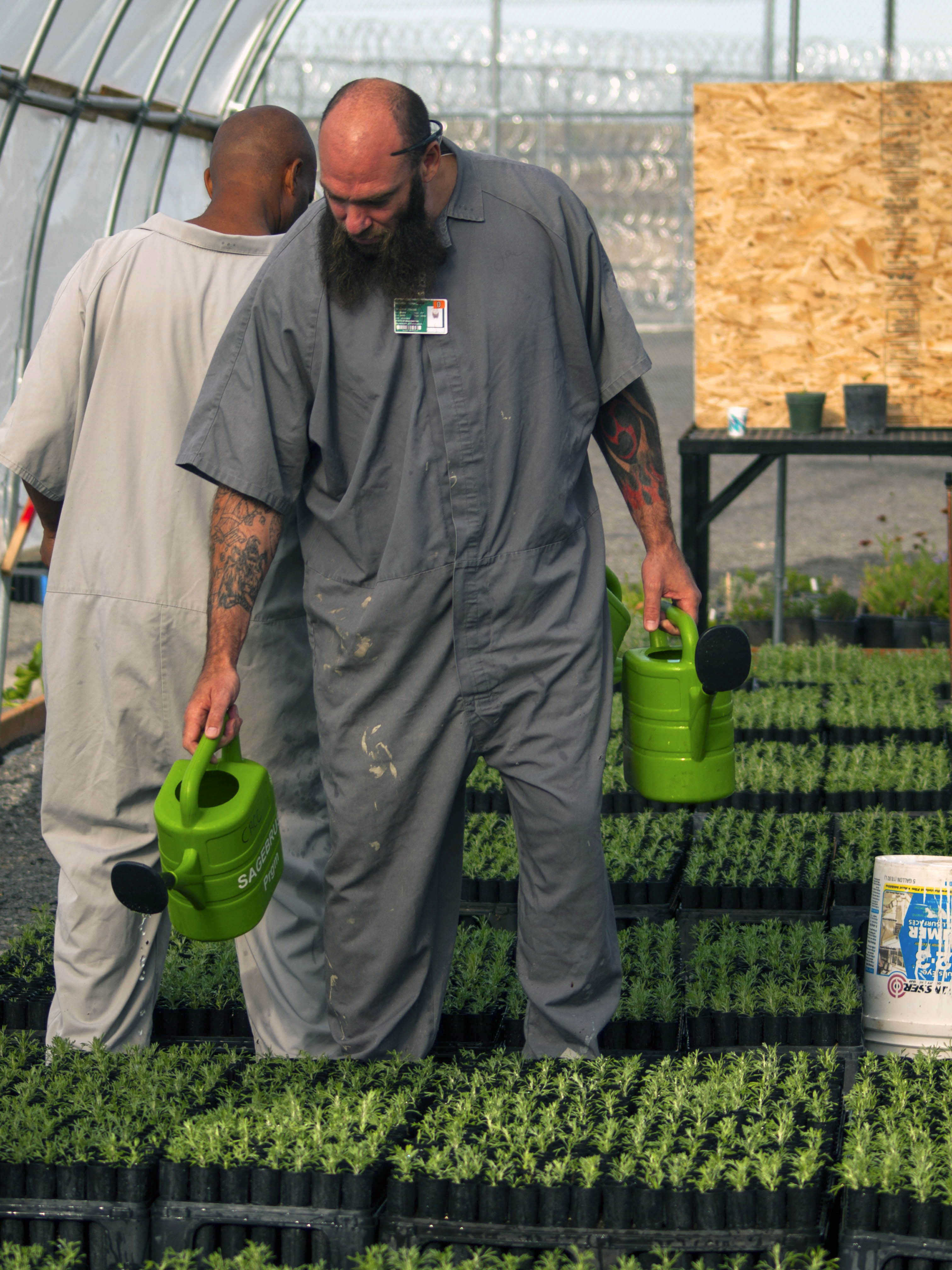
Prisonniers du centre correctionnel de Coyote Ridge en 2015, participant à un programme du Bureau of Land Management visant à préserver l'habitat du sagebrush et les espèces qui en dépendent. Les détenus devaient suivre un cours de conservation pour participer au programme.

En 2013, le coût de l'éducation d'un prisonnier aux États-Unis se situe entre 1 400 et 1 744 dollars par an, et le coût de l'incarcération entre 28 323 et 31 286 dollars par détenu tandis qu'au Canada, le coût est en moyenne de 2 950 dollars par an pour l'éducation, et de 111 202 dollars pour l'incarcération par détenu de sexe masculin ; l'incarcération des détenues de sexe féminin coûte environ deux fois ce montant,. En Angleterre et au Pays de Galles, les cours d'éducation liés à la réduction de la récidive coûtent environ 250 livres sterling chacun depuis 2014, contre un coût annuel moyen de 37 648 livres sterling pour l'incarcération de chaque détenu. En Australie, en 1988, le coût de l'incarcération d'un prisonnier est de 40 000 dollars par an, tandis que le budget total de l'éducation en prison au Bathurst Correctional Complex (en) s'élève à 120 000 dollars par an. Pour que le programme de cette prison soit rentable à l'époque, il aurait fallu qu'une seule personne ne soit pas incarcérée pendant trois ans. En 2015, le coût moyen de l'incarcération d'un prisonnier en Australie est de 109 821 dollars par an.
Des études montrent qu'en raison de l'augmentation de l'emploi après la libération et de la diminution de la récidive associées à l'éducation en prison, les économies financières réalisées par la communauté font plus que compenser le coût des programmes. Une étude de 2003 montre qu'un programme d'éducation en prison dans le Maryland réduisait la récidive de 20 %. Les analystes du gouvernement estiment que le programme permettait aux contribuables d'économiser plus de 24 millions de dollars par an en se basant uniquement sur les coûts de réincarcération. Dans l'État de Washington, le coût de l'enseignement post-secondaire en prison en 2016 est de 1 249 dollars par détenu, tandis que les économies financières totales par détenu dues aux cours s'élèvent à 26 630 dollars. En 2019, le Washington State Institute for Public Policy (en) conclue qu'il y a 100 % de chances que les programmes d'enseignement post-secondaire produisent des bénéfices supérieurs aux coûts des cours, tandis que l'enseignement professionnel et l'alphabétisation de base ont tous deux 98 % de chances d'être rentables, avec des économies nettes de 17 226 dollars et 11 364 dollars par détenu respectivement. Une méta-analyse réalisée aux États-Unis entre 1980 et 2023 révèle des rendements économiques positifs pour tous les programmes d'éducation, allant d'un rendement supplémentaire de 61,15 % en plus de l'investissement initial pour l'éducation universitaire, à 205,12 % pour les cours professionnels. Le faible rendement des études universitaires s'explique par le coût élevé des cours et non par l'efficacité de l'enseignement. Les estimations de la rentabilité de l'éducation en prison sont généralement prudentes, car elles ne permettent pas de mesurer les économies indirectes résultant de la diminution du nombre de victimes et de la réduction de la pression sur la police, le système judiciaire et les services sociaux. Les contribuables économisent de l'argent supplémentaire car les anciens détenus qui trouvent un emploi paient des impôts, sont mieux à même de subvenir aux besoins de leur famille, et dépendent moins de l'aide financière publique,.
Une étude réalisée en 2004 par l'Université de Californie à Los Angeles montre que le fait de consacrer un million de dollars à l'éducation en prison permet d'éviter environ 600 crimes, alors que le même montant consacré à l'incarcération ne permet d'éviter que 350 crimes. Une étude réalisée en 2009 révèle qu'au Royaume-Uni, chaque livre sterling dépensée pour l'éducation en prison permet aux contribuables d'économiser 2,50 livres sterling. L'étude de 2013 de la RAND Corporation estime que chaque dollar dépensé pour l'éducation permet aux contribuables d'économiser entre 4 et 5 dollars,,, et que pour atteindre le seuil de rentabilité du coût des programmes d'éducation, la récidive doit être réduite de 1,9 % à 2,6 %. Selon un article de 2013 de Glenn C. Altschuler et David J. Skorton dans Forbes, étant donné le coût relativement faible de l'éducation et les économies financières à long terme, « il est difficile de comprendre pourquoi il n'y a pas un programme national d'éducation pénitentiaire entièrement financé dans chaque établissement [pénitentiaire américain] ».

## Fonds alloués et prévalence
La disponibilité et le taux de participation aux programmes d'éducation en prison, ainsi que le financement disponible pour les programmes, varient considérablement dans le monde. Il est souvent difficile d'obtenir des données significatives sur le montant des fonds disponibles pour l'éducation en prison, car l'argent ne provient pas toujours d'un budget spécifique, mais plutôt d'une variété de sources. Dans certains cas, chaque prison reçoit un montant fixe de financement, et le directeur de la prison doit déterminer le montant éventuellement consacré à l'éducation. Une enquête réalisée en 2012 et financée par la Commission européenne révèle que sur 31 pays d'Europe, la majorité n'a signalé aucun changement dans le budget consacré à l'éducation en prison au cours des trois années précédentes. Le financement de l'enseignement général a diminué dans trois pays et augmenté dans quatre autres. Les pays qui ont diminué le financement semblent avoir également diminué les budgets des prisons en général, tandis que ceux qui ont déclaré des augmentations peuvent n'avoir été que le reflet de la croissance de la population carcérale et de l'augmentation correspondante des dépenses globales. Le budget de l'enseignement pénitentiaire en Norvège est passé de 107 millions NOK en 2005 à 225 millions NOK en 2012. Aux États-Unis, le taux de dépenses pour l'éducation en prison diminue, même si le budget du système pénitentiaire augmente. En 2010, 29 % du budget des prisons est alloué à l'éducation, le taux le plus bas depuis trois décennies ; en 1982, le taux était de 33 %,. Le financement des programmes tertiaires est réduit de 23 millions de dollars en 2008 à 17 millions de dollars en 2009. Au Honduras, depuis 2012, 97 % du budget du système pénitentiaire est entièrement consacré aux salaires du personnel et à la nourriture, ce qui laisse à peine des fonds pour l'assainissement ou d'autres services.
Une étude menée en 1994 dans 34 pays révèle que la moitié des détenus bénéficient de programmes d'alphabétisation de base, et un tiers d'une forme d'éducation supérieure. En 2004, 27 % des détenus américains participent à un cours d'éducation, et en 2005, 35 à 42 % des prisons américaines proposent des programmes d'enseignement supérieur. En 2009-10, 6 % des détenus dans les États américains participants sont inscrits à un programme d'enseignement supérieur. Bien que le code pénal du Kirghizistan garantisse le droit à l'éducation pour les détenus, le système pénitentiaire du pays est en proie à des problèmes depuis l'effondrement de l'Union soviétique en 1991, notamment l'insuffisance des budgets et de la formation du personnel éducatif. En 2014, six des 31 prisons du pays proposent un enseignement professionnel, et 13,5 % des détenus sont inscrits à de tels programmes. Les Bahamas ont lancé un programme d'éducation en prison en 1994, qui, bien qu'efficace, ne disposait des ressources nécessaires que pour 10,75 % des détenus. En 1996, seuls 6 % des détenus au Venezuela ont accès à l'éducation, et de nombreuses prisons n'offrent pas d'éducation du tout.
En 2012-2013, 14 353 des 70 675 détenus du Maroc participent à des programmes éducatifs, soit une augmentation d'environ 20 % par rapport à l'année précédente. L'éducation des détenus au Maroc est particulièrement difficile, car environ 79 % des détenus sont analphabètes et 46 % sont en détention provisoire. Depuis 2014, il est obligatoire pour les détenus en Afrique du Sud de terminer au moins la neuvième année d'études. En 2017, 50 % des détenus de la prison de Naivasha au Kenya suivent un enseignement formel, et les détenus de tout le pays peuvent suivre un enseignement à distance par l'intermédiaire de l'Université de Londres,. En 2016, les étudiants emprisonnés en Égypte sont autorisés à obtenir des diplômes universitaires, mais seulement ceux qui ne nécessitent pas de composantes pratiques telles que les travaux de laboratoire que les diplômes scientifiques exigeraient. Les détenus ont également le droit de passer leurs tests Thanaweya Amma. En 1992, 440 détenus (1,3 % de la population carcérale) en Égypte suivent un enseignement secondaire ou universitaire. Des inspecteurs de Human Rights Watch ont vu des salles de classe censées être utilisées pour l'enseignement de l'alphabétisation de base dans deux prisons, bien qu'ils aient signalé que les salles ne semblent pas avoir été utilisées depuis un certain temps, et ils ont également entendu une allégation selon laquelle les détenus ne sont autorisés à accéder à l'éducation que s'ils se convertissent d'abord à l'islam. En Jordanie, les détenus ont accès à l'enseignement secondaire et supérieur, bien que les femmes aient généralement accès à moins de programmes éducatifs que les hommes. La prison de Roumieh, qui accueille environ la moitié des détenus au Liban, compte 12 % de détenus inscrits dans l'enseignement secondaire et 7 % dans l'enseignement supérieur en 2014. Les détenus ont officiellement accès à un large éventail de formations professionnelles industrielles, mais ces programmes sont supprimés en 1975 en raison de préoccupations liées à la fabrication d'armes ; depuis 2017, la seule formation professionnelle proposée est l'initiation à l'informatique.
La Convention européenne des droits de l'homme et la Charte des droits fondamentaux de l'Union européenne disposent toutes deux que nul ne peut se voir refuser le droit à l'éducation, et les Règles pénitentiaires européennes précisent que l'éducation des détenus doit « être intégrée au système d'éducation et de formation professionnelle du pays de sorte qu'après leur libération, ils puissent poursuivre sans difficulté leur éducation et leur formation professionnelle ». Malgré cela, la documentation sur la politique pénitentiaire dans plusieurs pays européens ne mentionne pas du tout l'éducation, et l'enquête de la Commission européenne de 2012 montre que dans 15 pays d'Europe (y compris le Royaume-Uni), moins de 25 % des détenus participent à des programmes éducatifs. 21 de ces pays ont signalé une augmentation de la participation au cours des cinq dernières années, cinq ont indiqué qu'il n'y avait pas eu de changement et trois ont fait état d'une légère diminution. La participation des mineurs est considérablement plus élevée ; ces résultats sont attendus car les détenus mineurs sont généralement dans la tranche d'âge obligatoire pour fréquenter l'école. Onze pays ont déclaré un taux supérieur à 50 %, et dix autres un taux supérieur à 75 %. L'enquête révèle aussi que l'enseignement général est proposé aux détenus adultes dans toutes les prisons de 15 pays, dans la majorité des prisons de six pays et dans moins de la moitié des prisons de 10 pays.
Au Royaume-Uni, entre 2010 et 2015, le nombre de détenus étudiant au niveau universitaire a chuté de 1 722 à 1 079, et le nombre de détenus étudiant au GCE Advanced Level a diminué de moitié. En 2016, seuls 16 % des détenus sortant de prison au Royaume-Uni ont suivi un enseignement ou une formation. Selon un rapport de 2014, le Bélarus compte 82 centres pénitentiaires, dont cinq proposent un enseignement primaire et secondaire aux détenus et 21 autres une formation professionnelle.
Alors que les détenus peuvent avoir des difficultés à accéder à l'éducation dans certains pays européens, celle-ci est largement disponible, voire obligatoire, dans d'autres. En Allemagne et aux Pays-Bas, les détenus sont tenus de travailler et d'étudier pendant leur détention. En 2013, entre la moitié et les trois quarts des détenus en Allemagne ont participé à des programmes éducatifs. L'enseignement en prison est considéré comme exceptionnellement bon en Norvège ; la loi prévoit que tous les détenus doivent avoir accès à des cours éducatifs. Des lois similaires sont en vigueur en Autriche et au Danemark. Depuis 2017, l'Union européenne finance une école pénitentiaire en Jamaïque.
En 1996-1997, le taux de détenus suivant une formation en Australie va de 28 % en Australie-Méridionale à 88 % en Nouvelle-Galles du Sud, avec une moyenne de 57 %. En 2006-2007, la moyenne nationale est de 36,1 %. Un rapport de 2014 révèle que la baisse de la participation est due à l'incapacité des cours de formation en prison à travers le pays à faire face à la croissance de la population carcérale. En 2018-19, la moyenne nationale est de 38,0 %. L'enseignement professionnel a le taux de participation le plus élevé, soit 24,9 %, et l'enseignement universitaire le plus faible, soit 1,5 %. Dans tous les États et territoires d'Australie, la demande d'enseignement en prison dépasse largement l'espace disponible,.
Une enquête menée en 1990 par Human Rights Watch dans sept prisons indonésiennes montre que toutes les prisons offrent des cours d'alphabétisation de base, mais très peu d'éducation au-delà de ce niveau. Dans deux des prisons, « l'éducation religieuse » est obligatoire. En 1991, 561 000 détenus en Chine ont suivi des cours d'éducation et 546 000 ont reçu un certificat pour avoir terminé un tel cours ; il y avait 1,2 million de détenus en Chine en 1991. En 2016, seule une des 14 prisons de Singapour dispose d'une école pour les détenus. La participation à la prison est cependant en augmentation. En 2015, 239 détenus se sont présentés aux examens du General Certificate of Education, contre 210 en 2012.

## Opposition
Les programmes d'éducation en prison ne sont pas sans opposition. L'opinion publique n'éprouve souvent que peu de sympathie pour les prisonniers, et la question n'est souvent pas considérée comme une priorité politique, car il n'y a que peu de voix à gagner grâce au soutien politique,. Le manque de soutien à l'éducation pénitentiaire a été lié aux reportages sensationnalistes sur la criminalité, qui mettent notamment l'accent de manière disproportionnée sur les délits violents, ce qui perpétue la peur de l'opinion publique. Il en résulte un désir politique d'être perçu comme « sévère sur la criminalité »,. Selon l'Assemblée générale des Nations Unies, la « volonté des hommes politiques » de refléter ces craintes a conduit à une « réticence à intégrer les droits des prisonniers à l'éducation ».
Les arguments avancés contre l'éducation en prison sont que les détenus ne méritent pas le droit d'être éduqués, que c'est faire preuve de « laxisme à l'égard de la criminalité » et que c'est un gaspillage de l'argent des contribuables,,. Il a également été avancé que donner une éducation aux personnes emprisonnées revient à les « récompenser » pour avoir commis des crimes, et qu'il est injuste que les détenus reçoivent une éducation gratuite alors que les citoyens respectueux de la loi doivent la payer,. Selon le criminologue Grant Duwe, la plainte selon laquelle le fait de donner une éducation gratuite aux prisonniers les traite effectivement mieux que les citoyens ordinaires est valable, mais la pratique devrait néanmoins être encouragée en raison des économies importantes réalisées par les contribuables grâce à la baisse de la criminalité.
Les hommes et femmes politiques qui ont plaidé en faveur de l'éducation dans les prisons se heurtent souvent à l'opposition des partis rivaux. En 2014, le gouverneur de l'État de New York, Andrew Cuomo, a proposé d'allouer un million de dollars du budget de 2,8 milliards de dollars de l'État pour les prisons à un programme d'études supérieures pour les détenus. La proposition a été soutenue par 53 % des électeurs, mais elle s'est heurtée à l'opposition des législateurs et du parti d'opposition, 68 % des républicains s'y étant opposés. Elle a ensuite été retirée et remplacée par un programme financé par le secteur privé,. En réponse, trois membres républicains du Congrès ont présenté un projet de loi intitulé Kids Before Cons Act, qui visait à supprimer les bourses Pell et l'aide financière fédérale pour l'éducation en prison, mais le projet de loi n'a jamais été soumis au vote,,. Les efforts déployés par le Parti travailliste pour développer l'éducation en prison dans l'État australien du Queensland se sont souvent heurtés à l'opposition du Parti libéral ; en 2016, Jarrod Bleijie (en), alors ministre fantôme de la police, a déclaré que la prison « ne devrait pas être un endroit où nous voulons investir tout cet argent pour nous assurer que [les détenus reçoivent] une meilleure éducation que celle de nos enfants ».

### Traductions
1. ↑  
« Il est universellement connu que la cause de la criminalité est le manque d'éducation morale et intellectuelle. Comme le principe d'une prison moderne est d'amener les prisonniers à se repentir et de faire des ignorants, des scandaleux et des faibles de bons citoyens, l'éducation morale et intellectuelle est indispensable. »
2. ↑  
« Parfois, les études ne sont qu'une pression supplémentaire. Vous vous arrachez les cheveux parce que quatre heures par semaine ne suffisent pas dans la salle d'éducation pour suivre tous les travaux. Je dois aussi étudier par terre parce qu'il n'y a pas de cellule individuelle. J'envisage d'abandonner. C'est un stress supplémentaire que vous ne voulez pas vous infliger ici. »
3. ↑  
« La perception des prisons et des prisonniers par la communauté était essentiellement le produit des reportages sensationnalistes des médias, et les partisans d'un engagement en faveur de la réinsertion avaient tendance à être traités de « bienfaiteurs » ou pire encore. Il y avait peu de place pour l'idée que la majorité des prisonniers pourraient être des personnes assez ordinaires impliquées dans des circonstances assez extraordinaires, pour lesquelles la prison devrait fournir une opportunité de se rétablir en tant que citoyens et travailleurs lors de leur retour (inévitable) dans la société. »